# Kirby's Avalanche
Kirby's Avalanche, conhecido na Europa como Kirby's Ghost Trap, é um jogo desenvolvido pela Compile e pela HAL Laboratory e distribuído pela Nintendo em 1995. É um jogo baseado em outro jogo japonês chamado Puyo Puyo. É um dos quatro jogos da série Kirby feitos para o Super NES. Este jogo nunca foi distribuído no Japão.

## Sinopse
O Rei Dedede desafiou toda a Dream Land para uma competição de Avalanche pela Dream Fountain. Kirby aceita o desafio e sai jogando partidas de Avalanche pela floresta contra vários personagens, como Waddle Dee até a final da competição.

## Jogabilidade
O jogo é jogado semelhhantmente a Puyo Puyo, com 2 bolhas caindo do topo da tela. O jogador deve mover e rotacionar as bolhas antes de cairem. Ao quatro ou mais bolhas de mesma cor se tocarem, elas estouram e desaparecem. Se mais de uma fileira estourar consecutivamente, pedras cairão no lado da tela do outro jogador. A quantidade de pedras que cai depende do número de fileiras estouradas. Se uma das fileiras do meio estiver cheia de pedras/ bolhas, o jogador perde.

## Recepção
Kirby's Avalanche recebeu críticas geralmente positivas, obtendo uma pontuação agregada de 74% no GameRankings com base em sete análises.
A IGN premiou o jogo com 7,5 de 10, comparando-o favoravelmente com Robotnik's Mean Bean Machine, outro redesign de Puyo Puyo lançadao para o Sega Genesis na América do Norte.
GamePro comentou que "Embora Kirby's Avalanche seja uma repetição de um tema de quebra-cabeça exagerado, é tão bem feito que vale a pena jogar - isto é, se você ainda não tiver jogado três jogos de quebra-cabeça iguais a este." Eles elogiaram particularmente os gráficos e a fofura do discurso digitalizado.
Em 1997, a Electronic Gaming Monthly classificou Kirby's Avalanche e Mean Bean Machine coletivamente como o número 84 em seus "100 melhores jogos de todos os tempos", chamando-o de "um dos jogos de quebra-cabeça mais simples e viciantes do mercado".
A IGN classificou o jogo em 68º lugar no "Top 100 jogos para Super NES de todos os tempos". Em 1995, Total! listou o jogo em 9º lugar em seus 100 melhores jogos do console.

## Nota
Este artigo foi total ou parcial traduzido do artigo da Wikipédia em inglês e espanhol, cujo títulos são, respectivamente, Kirby's Avalanche e Kirby's Avalanche.